# Узел Блейка
У́зел Бле́йка (от англ. Blake’s Hitch) в арбористике — схватывающий однонаправленный узел (работает только при направлении тяги вниз), применяемый преимущественно арбористами, завязываемый репшнуром диаметром 7—8 мм вокруг 9—14 мм основной альпинистской верёвки, обеспечивая самостраховку арбориста. Может быть завязан концом самой же основной толстой и мягкой арбористской верёвки ещё в ненагруженном состоянии перед подъёмом на дерево.

## Способ завязывания
- Узел Блейка завязывают одним концом верёвки с обязательным сто́порным узлом (восьмёрка или двойной простой узел) в качестве ключевого элемента узла[8]
- Замкнутая система — для подъёма на дерево арбористы перекидывают основную верёвку через ветку; перекинутым концом верёвки завязывают узел «стремя» на карабин в качестве самостраховки; этим же концом верёвки продолжают завязывать узел Блейка на основной верёвке; для подъёма на дерево, потянув за верёвку передвигают узел Блейка (здесь узел может быть завязан основной верёвкой, то есть тем же диаметром верёвки, как у основной)

## Признаки
Плюсы
- Узел может быть завязан основной верёвкой (если верёвка ещё не натянута)

Минусы
- Стопорный узел — необходим
- Из узла выходит лишь один страховочный конец верёвки
- Для завязывания узла мягкая верёвка — необходима
- Использовать узел, завязанный верёвкой равного диаметра и на натянутой основной верёвке — невозможно
- Работает только при направлении тяги вниз

## Применение
В арбористике
- Узел применяют в арбористике для подъёма на дерево, завязывая перед самым подъёмом до нагружения верёвки